# Stan Lynde
Pour les articles homonymes, voir Lynde (homonymie).
Stan Lynde (né le 23 septembre 1931, à Billings, au Montana, et mort le 6 août 2013 à Helena, dans le même État,) est un bédéiste américain.

## Œuvres

### Bandes dessinées
Il crée les comic strip Rick O'Shay (1958-1977), Latigo (1979-1983), Grass Roots (1984-1985), Chief Plenty Bucks (1997-2000) et Bad Bob (depuis 2002) — ces deux derniers titres publiés uniquement en Suède. 
En 1977, il reçoit un Prix Inkpot.

### Romans
- The Bodacious Kid (1996)
- Careless Creek (1998)
- Vigilante Moon (2003)
- Saving Miss Julie (2004)
- Marshal of Medicine Lodge (2005)
- Summer Snow (2006)
- Vendetta Canyon (2008)
- To Kill a Copper King (2010)
- The Big Open (2012)